# Novo Destino
Novo Destino (dt.: „Neues Ziel“) ist ein Ort im Hinterland des Distrikts Mé-Zóchi auf der Insel São Tomé im Inselstaat São Tomé und Príncipe. 2012 wurden 168 Einwohner gezählt.

## Geographie
Der Ort liegt am Nordhang des zentralen Vulkanmassivs auf einer Höhe von ca. 620 m unterhalb von Bemposta, sowie oberhalb von Formosa über einem tief eingeschnittenen Tal und mit Blick auf den Berg Muongo im Osten.
Die alte Plantage (roça) ist eine Dependance der roça Monte Cafe. Die Gebäude wurden in jüngerer Zeit in Betonbauweise erneuert (casa principal et sanzalas).